# Charaxes stephanus
Charaxes stephanus är en fjärilsart som beskrevs av Rothschild 1900. Charaxes stephanus ingår i släktet Charaxes och familjen praktfjärilar. Inga underarter finns listade i Catalogue of Life.